# Recea-Cristur
Recea Cristur là một xã thuộc hạt Cluj, România. Dân số thời điểm năm 2002 là 1704 người.